# Ankylopteryx (Ankylopteryx) splendidissima
Ankylopteryx (Ankylopteryx) splendidissima is een insect uit de familie van de gaasvliegen (Chrysopidae), die tot de orde netvleugeligen (Neuroptera) behoort. 
Ankylopteryx (Ankylopteryx) splendidissima is voor het eerst wetenschappelijk beschreven door Gerstäcker in 1885.